# 意志と表象としての世界
『意志と表象としての世界』（いしとひょうしょうとしてのせかい、独: Die Welt als Wille und Vorstellung）は、1819年に公刊されたドイツの哲学者アルトゥル・ショーペンハウアーの主脳たる著書。 1844年にはこの書『正編』第二版、ならびに『正編』の補足にあたる『続編』が刊行された。さらに1859年に第三版が、正・続編ともに刊行された。初の邦訳は、東京大学に宗教学科を創設した宗教学者である姉崎正治によって行われ、『意志と現識としての世界』(1910年)という題名で出版された。。

## 概要

### 本書成立まで
- 1809年、ゲッティンゲン大学医学部に籍を置いたが翌年哲学部に移り、哲学者Ｇ・Ｅ・シュルツェの下でプラトン、カントを学びながらシェリングを読み耽っていたショーペンハウアー（21歳）であったが、本格的な哲学研究への思いより1811年にベルリン大学哲学部に移籍し[5][6]、当時ドイツの国民的哲学者であり、カント哲学の伝統の継承者とされていたＪ･Ｇ･フィヒテの下で研究を始めた[7][8]。
- 『初期遺稿集』[注 2]によればショーペンハウアーはかなり早い時期から、人間の個別的でうつろいやすい感性的世界からの解放を、永遠無限の存在への問いとして追及していた[9]。しかしそれを、人間の意識の外にある自然、神へ至る通路の問いとしてではなく、むしろ「教養」の伝統によりながら、自己同一的な意識の拡張と高まり、「よりよい意識」の問題として語り始めている[9]。そこにシェリングの知的直観や、後期フィヒテの「より高き意識」との近親性を認めることは容易であるが、「よりよい意識」はショーペンハウアーの思想が本書『意志と表象としての世界』に向かって明確な方向づけを得るまで、さまざまな読み替えをくぐり抜けつつ維持されることになった[9]。
- 1812年、ベルリン大学にて講義を受ける中でＪ･Ｇ･フィヒテとＦ･シュライエルマッヘルに対する尊敬が軽蔑と否定に変わったに反し、古典文献学者Ｆ･Ａ･ヴォルフのギリシア古典並びにギリシア文学史の講義を聴き、学者として、また人間として彼を高く評価するに至った[10]。
- 1813年、博士学位論文『根拠の原理の四つの根について』を完成、翌1814年には東洋学者フリードリヒ・マイヤーを通じて古代インド哲学、とくに『ウプネカット』を知り、ショーペンハウアーの全思想が決定づけられることとなった[11]。
- 博士論文『根拠の原理の……』では、カント由来の「純粋表象（bloße Vorstellung）」を重要概念として発展させたラインホルトのエレメンタール･フィロゾフィーの表象理解が継承されている[12][注 3]。
- 1817年、『意志と表象としての世界』に対する準備工作が、三月から始めた「全体を、関連する論説でもって人々に把握させ得るようにすること」の範囲では終了した。
- 1818年5月、『意志と表象としての世界』完成。1819年初め、『意志と表象としての世界』がブロックハウス書店から刊行された[1]。
- 作者ショーペンハウアーは、この書を一生の大作、主脳の著作、Hauptwerkとして、他は皆その註脚だとしていた[14]。

### 解説
- 本書の特徴として、第一に、作者は認識論の上で全くカントを継承しており、カントを簡明にし、明快にその観念主義を発揚している[15]。
- 世界を現象として観じ、
  - 「直観」の方式である「時間と空間」
  - 「理解」の方式である「因果」
  - これ等を認識に応用して生ずる「根拠」の原理

を「現象世界」の避くべからざる制約として、これと「物自体」とを峻別した事は、その哲学の根本であり、また最大特徴であり、本書の第一巻は即ちこの方の見方を最も明快に叙したものである。
- 第二に、意志としての世界で、我々に最も直接な意志から出発して、一切の本性、自然の本体をもそれに認めた事は、形而上論として最も独創的な方面である[17]。
- 意志本位の思想は、インドの哲学（仏教の心、ヴェーダの慾）やギリシャの哲学（エンペドクレスの愛と憎しみ）などにもあったが、作者の意志説は直接の意識から出て、現象の世界と相対したもので、動かし難い強みを持っている[17]。
- この見方が十九世紀後半以後の心理学に影響したが、特に特徴とすべき点は、「意志」を「物自体」として、一切自然や人生を意志争䦧の場と見た事である。これは近世思想の新風潮で、後にダーウィンが種の成立を説明するに生存競争を以てしたのと同じ見方であり、中世思想が夢想しなかった深刻沈痛の教えである[17]。
- この見方からして作者の厭世観も出たのであり、またこれは近世文明の「自由競争」や「個人主義」と密接している事であるが、しかし作者は他方に「万物の調和融合」を見（特に第二十八章：意志発表の調和適応）、古代以来の理想派に接触している[17]。
- この点で作者は、世界のこの二方面の間に彷徨した一つの煩悶児であるが、作者の勇猛心もまたここから出ている。作者の形而上論を見るものは、この二面の併存している事を忘れてはならない。[18]
- 第三に、「観念の顕照」として作者が見た世界は、全くプラトンの理想から出たもので作者の意志形而上論の光明ある方面であり、終局目的観に近接した理想的の見方である[19]。
- 美術は総てこの観念の認識（根拠の原理に従わない）から出るとして、ここに作者は意志争䦧以上の世界を観じたのである[19]。
- この方面で作者の美論は抽象理想説だとの批評もあるが、能く見れば、それほど抽象的な美の理想でなく、特に美の原型が現象以上に厳存しているのを主張したもの、もしこれを現実の世界に引き下して来れば、インド哲学の事相観にもなり、万有の現象を直に神智の開顕ともし得べきものである[19]。ただし作者が、この顕照の世界を「主我我欲の現実界」と峻別したのは、著しい事で、「超然主義」の傾きある事は免れないが、これを直に具体的理想説の反対の如く見倣すのは、極端の見方だろう[19]。
- 作者の美学の中で特に「音楽」に関する説は蓋し千古の卓説で、これ以上の音楽美論は前後にない事は確かである[19]。

### 批評
- 道徳に関して作者の理想は「解脱」、即ち「我欲滅盡」の一語に尽くしている[19]。
- 「意志本位の形而上論」で、世界人生を全く意志争闘の場と観じた作者は、その「解脱の道徳説」で全く現実の反対を理想とし、「寂静涅槃」の理想を唱へた。作者がカントを批評するに当たって、「平気で甚しい誤りを敢てするのは、真の天才の特権だ」といった言は、この点で特に痛切に作者自らの上に加わるべきものであれば、作者はここにも現実と理想との反対を極端に及ぼし、意志をひたすら自利の方面のみから見、それがために観念に於ける「美の顕照」をも、また「自利超絶の慈愛」をも、意志と関係の無いものの如くにした[20]。
- 作者が自利我欲を排斥し、意志の擯斥を道徳の主眼としたのは、他の片々たる倫理説に卓越した点であるが、その擯斥結果を「消極の一面」にのみ見たのは惜んでも余りある事で、若し作者が、それまでに説いて来た「慈愛の道徳」に一歩を進めたならば、仏教で所謂る大乗的の倫理をも組織し得たのである[20]。
- 作者が聖フランシスの一生を観察した見方一つにも、この要契は見える（フランシスの「禁欲」の方面のみを挙げて、その「歓喜法悦」の精紳と「博愛布教」の事業とを見逃がしている）[20]。
- 作者が国家については、ホッブスに同じく甚しい個人主義の見方をして、国家の職務を消極の一面にのみ見た如きは、その道徳の消極的結果ではあるが、他方では道徳の心を「万法一如」の観法に求め、自他融合の「大慈悲心」に求めたのは、その哲学の積極的方面、大乗的傾向を示している[20]。
- 兎に角、この大哲学者の最後の決論は「恐ろしい厭世観」に終っているが、作者の重きをなす点、我々が作者に学ぶべき事は、この決論でなく、そこまでに至る「深刻な世界観」と「幽遠の理想」とにある。この点特に読者の注意を望む。何れにしても作者の哲学が「近世思想の産物」たる特徴を備へて、しかも「古代の大理想」に密着し、「西洋哲学」の粋であって、同時に「インド思想」と呼吸相通ずるは、特に大切の事である[21]。

## 内容〈正編〉

### 序文
- 約半世紀にわたって三度書かれている。第一版への序文1818年8月、第二版への序文1844年2月、第三版への序文1859年[22]。
- 第一版への序文では、本書にて作者が伝えようとしているのは「たった一つの思想」であること、しかしこの「たった一つの思想」も他の人への伝達のためには諸部分に分解されざるを得ないときに、諸部分の相互連関は有機的連関（もっとも小さな部分ですらあらかじめ全体がすでに理解されていなければ完全には理解されないといった連関）を要するも、本には形式として最初と最後の一行があるのであって、本書が提示する思想を深く会得するためにはこの本を二回読む必要がある旨が[23]、
- 第二に、本書を読む前に自著『根拠律の四つの根について』及び『視覚と色彩について』を熟知しておくことが本書の本当の理解の前提となっている旨が[24]、
- 第三に、作者自身の出発点としているカント哲学の徹底的な熟知もが本書理解の前提となってい、プラトン並びに『ヴェーダ』への造詣あることが読者のより良い準備となる旨、および『ヴェーダ』への言及として、『ウパニシャッド』を構成する個々の言説ひとつひとつは作者ショーペンハウアーの思想から結論として導き出されるも、逆にショーペンハウアーの思想が『ウパニシャッド』の中に見出されることはない旨が[25]、
- 最終部にあっては、これまで掲げてきた作者の要求を満たさずに本書を通読しても得るところなく、本書は常に「少数の人びとのもの」（ホラティウス『風刺詩集1・9・44』）でかしかない趣きのものである旨が記されている[26]。

### 第一巻「表象としての世界の第一考察」
～根拠の原理に従う表象、すなわち経験と科学との客観～
- 第１節　「世界」はわたしの表象である。
- 第２節　主観と客観は直かに境界を接している。
- 第３節　根拠の原理の一形態としての「時間」。 世界は夢に似て、マーヤーのヴェールに蔽われている。
- 第４節　「物質」とは働きであり、因果性である。 直観能力としての「悟性」。
- 第５節　外界の実在性に関するばかげた論争。 夢と実生活との間に明確な目じるしはあるだろうか。
- 第６節　「身体」は直接の客観である。すべての動物は「悟性」をもち、動機に基づいた運動をするが、「理性」をもつのは人間のみである。「理性」を惑わすのは誤謬、「悟性」を惑わすのは仮象である。とくに仮象の実例。
- 第７節　われわれの哲学は主観や客観を起点とせず、「表象」を起点としている。全世界の存在は最初の認識する生物の出現に依存している。シェリング批判、唯物論批判、フィヒテ批判。
- 第８節　「理性」は人間に思慮を与えるとともに誤謬をもたらす。人間と動物の相違。言葉、行動。
- 第９節　概念の範囲と組み合わせ。論理学について。
- 第10節　「理性」が知と科学を基礎づける。
- 第11節　「感情」について。
- 第12節　「理性」は認識を確実にし、伝達を可能にするが、「理性」は「悟性」の直観的な活動の障害にあることがある。
- 第13節　笑いについて。
- 第14節　一般に科学は推論や証明ではなしに、直観的な明証を土台にしている。
- 第15節　数学も論理的な証明にではなく、直観的な明証に基づく。ユークリッド批判。「理性」を惑わす誤謬の実例。哲学とは世界の忠実な模写であるというベーコンの言葉。
- 第16節　カントの実践理性への疑問。「理性」は善に結びつくだけではなく悪にも結びつく。ストアの倫理学吟味。

- ショーペンハウアーは、「世界」はわたしの表象であるという。このことは、いかなる客観であっても「主観による制約を受けている」ことを示している。
- ショーペンハウアーが本書の序論とみなしている博士論文『根拠律の四つの根について』においては以下の4類に分かたれている。
  1. 先天的な時間空間、ないしは「存在 (essendi) の根拠（充足理由律）」
  2. 原因と結果の法則、あるいは「生成 (fiendi) の根拠」
  3. 概念論理的判断、ないしは「認識 (cognoscendi) の根拠」
  4. 行為の動機づけの法則、ないしは「行為 (agendi) の根拠」

### 第二巻「意志としての世界の第一考察」
～すなわち意志の客観化～
- 第17節　事物の本質には外から近づくことはできない。すなわち原因論的な説明の及びうる範囲。
- 第18節　「身体」と「意志」とは一体であり、「意志」の認識はどこまでも「身体」を媒介として行われる。
- 第19節　「身体」は他のあらゆる客観と違って、「表象」でありかつ「意志」でもあるとして二重に意識されている。
- 第20節　人間や動物の「身体」は「意志」の現象であり、「身体」の活動は「意志」の働きに対応している。それゆえ「身体」の諸器官は欲望や性格に対応している。
- 第21節　「身体」を介して知られている「意志」は、全自然の内奥の本質を認識する鍵である。「意志」は「物自体」であり、盲目的に作用するすべての自然力のうちに現象する。
- 第22節　従来「意志」という概念は力という概念に包括されていたが、 われわれはこれを逆にして、自然の中のあらゆる力を「意志」と考える。
- 第23節　「意志」は現象の形式から自由である。「意志」は動物の本能、植物の運動、無機的自然界のあらゆる力のうちに盲目的に活動している。「意志」の活動に動機や認識は必要ではない。
- 第24節　どんなに究明しても自然の根源力は「隠れた特性」として残り、究明不可能である。しかしわれわれの哲学はこの根源力のうちに人間や動物の「意志」と同じものを類推する。スピノザ、アウグスティヌス、オイラーの自然観。
- 第25節　「意志」はいかなる微小な個物の中にも分割されずに全体として存在している。小さな一個物の研究を通じ宇宙全体を知ることができる。「意志」の客観化の段階はプラトンのイデアにあたる。
- 第26節　合法則的な無機的自然界から、法則を欠いた人間の個性に至るまで、「意志」の客観化には段階がある。自然の根源諸力が発動する仕方と条件は、自然法則のうちに言いつくされるが、根源諸力そのものは、原因と結果の鎖の外にある。マルブランシュの機会因説。
- 第27節　元来「意志」は一つであるから、「意志」の現象と現象の間にも親和性や同族性が認められる。しかし「意志」は高い客観化を目指して努力するので、現象界はいたるところで「意志」が低位のイデアを征服し、物質を奪取しようとする闘争の場となる。有機体は半ばは死んでいるとするヤーコプ・ベーメの説。認識は動物において個体保存の道具として現われる。認識の出現とともに「表象」としての世界が現われ、本能の確実性は休止し、人間における「理性」の出現とともに、この確実性は完全に失われる。
- 第28節　「意志」の現象は段階系列をなし、「自然の合意」によって 無意識のうちに相互に一致し合う合目的性をそなえている。叡智的性格と経験的性格からの類比。「意志」は時間の規定の外にあるから、時間的に早いイデアが後から出現する遅いイデアに自分を合わせるという自然の先慮さえ成り立つ。自然の合目的性を証明する昆虫や動物の本能の実例。
- 第29節　「意志」はいかなる目標も限界もない。 「意志」は終わるところを知らぬ努力である。

- 「世界」は、「主観によって制約された客観」としてはわたしの「表象」である。しかしそればかりでなく、ショーペンハウアーは、世界はわたしの「意志」であるともいう。われわれ自身は、「表象」においては身体の動作として知られているが、そのものが自己意識においては「生きんとする意志」(Wille zum Leben) として知られる。いわば身体は「表象」において表現されたところの「意志」である。
ここで独我論を避けるには、自己から類推 (analogie) して、世界の他の本質も「意志」とみなすべきであるとして、「あらゆる「表象」、すなわちあらゆる客観は「現象」である。しかしひとり「意志」のみは「物自体」である」とショーペンハウアーは説く。
- こうして把握された「意志」は盲目であって、最終の目標を有してはおらず、その努力には完成はないものとされる。そのような「意志」においては、障害を克服して得られた満足は一時的であって、しかも無為は退屈にすぎないのであり、あくまでも積極的なのは欠乏であるといわれる。

### 第三巻「表象としての世界の第二考察」
～根拠の原理に依存しない表象、すなわちプラトンのイデア、芸術の客観～
- 第30節　「意志」の客体性の各段階がプラトンのイデアにあたる。 個別の事物はイデアの模像であり、無数に存在し、たえず生滅しているが、イデアはいかなる数多性も、いかなる変化も知らない。
- 第31節　カントとプラトンの教えの「内的意味」と「目標」とは完全に一致している。
- 第32節　プラトンのイデアは「表象」の形式下にあるという一点においてカントの物自体と相違する。
- 第33節　認識は通常、「意志」に奉仕しているが、頭が身体の上にのっている人間の場合だけ、認識が「意志」への奉仕から脱却する特別の事例がありうる。
- 第34節　永遠の形相たるイデアを認識するには、人は個体であることをやめ、ただひたすら直観し、「意志」を脱した純粋な認識主観であらねばならない。
- 第35節　イデアのみが本質的で、現象は見せかけの夢幻的存在でしかない。それゆえ「歴史や時代が究極の目的をそなえ、計画と発展を蔵している」というような考え方はそもそも間違いである。
- 第36節　イデアを認識する方法は「芸術」であり、「天才の業」である。 天才性とは客観性であり、純粋な観照の能力である。 天才性と想像力。天才と普通人。インスピレーションについて。天才的な人は数学を嫌悪する。天才的な人は怜悧ではなく、とかく無分別である。天才と狂気。 狂気の本質に関する諸考察。
- 第37節　普通人は天才の眼を借りてイデアを認識する。
- 第38節　対象がイデアにまで高められるという客観的要素と、人間が「意志」をもたない純粋な認識主観にまで高められるという主観的要素と、この二つの美的要素が同時に出現したときにはじめてイデアは把握される。十七世紀オランダ絵画の静物画。ロイスダールの風景画。回想の中の個物の直観。光はもっとも喜ばしいものであり、直観的認識のための条件である。ものが水に映ったときの美しさ。
- 第39節　崇高感について。
- 第40節　魅惑的なものについて。
- 第41節　美と崇高との区別。人間がもっとも美しく、「人間の本質の顕現」が「芸術の最高目標」であるが、いかなる事物にも、 無形なものにも、無機的なものにも、人工物にさえ美はある。自然物と人工物のイデアに関するプラトンの見解。
- 第42節　イデア把握の主観的側面から客観的側面へしだいに順を追って、以下各芸術を検討していきたい。
- 第43節　建築美術と水道美術について。
- 第44節　造園美術、風景画、静物画、動物画、動物彫刻について。
- 第45節　人間の美しさと自然の模倣について。優美さをめぐって。
- 第46節　ラオコーン論。
- 第47節　美と優美とは彫刻の主たる対象である。
- 第48節　歴史画について。
- 第49節　イデアと概念との相違。芸術家の眼の前に浮かんでいるのは概念ではなく、イデアである。不純な芸術家たちは概念を起点とする。
- 第50節　造形芸術における概念、すなわち「寓意」について。「象徴」「標章」について。詩文芸における「寓意」について。
- 第51節　詩について。詩と歴史。昔の偉大な歴史家は詩人である。伝記、ことに自伝は歴史書よりも価値がある。自伝と手紙とではどちらが多く嘘を含んでいるか。伝記と国民史との関係。抒情詩ないしは歌謡について。小説、叙事詩、戯曲をめぐって。詩芸術の最高峰としての悲劇。悲劇の３つの分類。
- 第52節　音楽について。

- ショーペンハウアーは、イデア (Idee) について、「表象」において範型として表現された「意志」であると位置づけている。イデアは模倣の対象として憧れを呼び覚まし未来をはらむものであることから、概念は死んでいるのに対してイデアは生きているといわれる。
- このイデアは段階的に表現されるものであり、これにあたるのは、無機界では自然力、有機界では動植物の種族、部分的には人間の個性であるといわれる。存在を求める闘争においては勝利したイデアは、その占拠した物質が別のイデアに奪取されるまでは、己自身を個体として表現するものとされる。ここでは個体は変遷するものであるが、イデアはあくまでも不変であるとされる。
- 矛盾が支配している未完成な現実の世界に対しては、完成したイデアの世界には調和がある。そこでイデアの世界において芸術に沈潜した人は、「意志」なき、「苦痛」なき喜びを少なくとも一時的には得るであろうといわれる。

### 第四巻「意志としての世界の第二考察」
～自己認識に達したときの生きんとする意志の肯定ならびに否定～
- 第53節　「哲学」とは行為を指図したり義務を命じたりするものではないし、歴史を語ってそれを「哲学」であると考えるべきものでもない。
- 第54節　死と生殖はともに生きんとする「意志」に属し、個体は滅びても全自然の「意志」は不滅である。現在のみが生きることの形式であり、過去や未来は概念であり、幻影にすぎない。死の恐怖は錯覚である。
- 第55節　人間の個々の行為、すなわち経験的性格に自由はなく、経験的性格は「自由なる意志」、すなわち叡智的性格によって決定づけられている。
- 第56節　「意志」は「究極の目的を欠いた無限の努力」であるから、すべての生は「限界を知らない苦悩」である。意識が向上するに従って「苦悩」も増し、人間に至って「苦悩」は最高度に達する。
- 第57節　人間の生は「苦悩」と「退屈」の間を往復している。「苦悩」の量は確定されているというのに、人間は外的原因のうちに「苦悩」の言い逃れを見つけようとしたがる。
- 第58節　われわれに与えられているものは「欠乏」や「困窮」だけで、「幸福」とは「一時の満足」にすぎない。「幸福」それ自体を描いた文学は存在しない。最大多数の人間の一生はあわれなほど内容空虚で、「気晴らし」のため彼らは「信仰」という各種の迷信を作り出した。
- 第59節　人間界は「偶然と誤謬の国」であり、個々の生涯は「苦難の歴史」である。しかし神に救いを求めるのは無駄であり、地上に救いがないというこのことこそが常態である。人間はつねに「自分みずからに立ち還る」よりほか仕方がない。
- 第60節　性行為とは「生きんとする意志」を個体の生死を超えて肯定することであり、ここではじめて個体は全自然の生命に所有される。
- 第61節　「意志」は自分の内面においてのみ発見され、一方自分以外のすべては「表象」のうちにのみある。「意志」と「表象」のこの規定から人間のエゴイズムの根拠が説明できる。
- 第62節　正義と不正について。国家ならびに法の起源。刑法について。
- 第63節　マーヤーのヴェールに囚われず「個体化の原理」を突き破って見ている者は、加害者と被害者との差異を超越したところに「永遠の正義」を見出す。それはヴェーダのウパニシャッドの定式となった大格語「梵我一如」(tat tvam asi) ならびに「輪廻の神話」に通じるものがある。
- 第64節　「並外れた精神力をそなえた悪人」と、「巨大な国家的不正に抗して刑死する反逆者」と、――人間本性の二つの注目すべき特徴。
- 第65節　真、善、美という単なる言葉の背後に身を隠してはならないこと。善は相対概念である。
- 第66節　「徳」は教えられるものではなく、学んで得られるものでもない。「徳の証し」はひとえに「行為」にのみある。通例「個体化の原理」に仕切られ、自分と他人との間には溝がある。 エゴイストの場合この溝は大きく、自発的な正義はこれから解放され、さらに積極的な好意、慈善、人類愛へ向かう。
- 第67節　「他人の苦しみと自分の苦しみとの同一視」こそが「愛」である。 「愛」はしたがって「共苦」、すなわち「同情」である。人間が泣くのは苦痛のせいではなく、苦痛の「想像力」のせいである。 喪にある人が泣くのは人類の運命に対する「想像力」、すなわち「同情」（慈悲）である。
- 第68節　真の認識に達した者は禁欲、苦行を通じて「生きんとする意志」を否定し、「内心の平安と明澄」を獲得する。キリスト教の聖徒もインドの聖者も教義においては異なるが、「行状振舞い」において、「内的な回心」において唯一同一である。 普通人は認識によってではなく、「苦悩の実際経験」を通じて「解脱」に近づく。すべての「苦悩」には人を神聖にする力がある。
- 第69節　「意志」を廃絶するのは認識によってしかなし得ず、自殺は「意志」の肯定の一現象である。自殺は個別の現象を破壊するのみで、「意志」の否定にはならず、真の救いから人を遠ざける。ただし禁欲による自発的な餓死という一種特別の例外がある。
- 第70節　完全に必然性に支配されている現象界の中へ「意志の自由」が出現するという矛盾を解く鍵は、「自由」が「意志」から生じるのではなしに、「認識の転換」に由来することにある。キリスト教の恩寵の働きもまたここにある。アウグスティヌスからルターを経たキリスト教の純粋な精神は、わたしの教説とも内的に一致している。
- 第71節　いかなる「無」もなにか他のあるものとの関係において考えられる「欠如的無」であり、記号の交換が可能である。 「意志」の完全な否定に到達した人にとっては、われわれが 存在すると考えているものがじつは「無」であり、かの「無」こそじつは存在するものである。彼はいっさいの認識を超えて、主観も客観も存在しない地点に立つ。

- 「生きようとする意志」は、おのれを自由に肯定したり、あるいは自由に否定すると言われる。第三部までに考察されてきたような、「意志」が肯定された場合においては、この世界で「ある」ものが生ずる。これに対し、「意志」が否定された場合における、この世界で「ない」ものについては、最終的には哲学者は沈黙する他ないものといわれている。
- 抽象的知性は格律を与えることによって、その人間の行為を首尾一貫させるものではあっても、首尾一貫した悪人も存在しうるのであり、あくまでも「意志の転換」を成し遂げるのは、「汝はそれなり」という「直覚的な知」のみであるといわれる。この知に達して、マーヤーのヴェールを切断して、自他の区別（個体化の原理）を捨てた者は、「同情」(Mitleid) ないし「同苦」(Mitleid) の段階に達する。このとき自由なもの（物自体）としての「意志」は自発的に再生を絶つのであり、ショーペンハウアーの聖者は、利己心・種族繁殖の否定に徹し、清貧・純潔・粗食に甘んじ、個体の死とともに「解脱」するとされている。
- 最終第71節では「意志」の「無」への転換が説かれている。「意志」の完全な消失は、「意志」に満たされている者にとっては「無」であるも、すでにこれを否定し、「意志」を転換し終えている者にとっては、これほどに現実的なわれわれの世界が、そのあらゆる太陽、銀河をふくめて「無」であるとし、これらのことが仏教徒における「般若波羅蜜多」、「一切の認識を超えた世界」であると結んである。

## 内容〈続編〉
『続編』は、『意志と表象としての世界』第二版(1844年)を刊行する際に追加された。その内容は『正編』の補足に相当する。正・続編の関係、および分けた理由を、『正編』第二版序文で説明している。以下は、第二版序文の該当箇所の概要である。
- 初版以来25年が経過し、叙述法や講述の調子が大きく変化したため、正編と続編を一つの全体にまとめることが適切でないと考えた。
- 両方を融合させると弊害が生じるため、『正編』と『続編』を二つに分けることにした。
- 以前の叙述を尊重し、若い時代の仕事を老年の観点で台無しにしないように注意を払った。
- このため、『正編』と『続編』は互いに補い合う関係にあり、それぞれが別々の長所を持っている。
- 『正編』は青春の熱気と初期の気力を具備している点で優れており、体系をその全体的なつながりにおいて述べられている。
- 『続編』は長い経験とその成果による思想の円熟と彫琢によって優れており、主要な教説をひとつひとつ詳しく基礎づけ、思う存分に展開している。

また、同じく第二版序文にて、「それはそうとして、わたしの哲学をまだ知らない人は、続編を参考にしたりせずに、なんとしてもまず正編を通読し、続編は二回目に読むときにはじめて利用するというのが一番いい」と述べている。
| 第一巻の補足 [ 注 5 ] 第一部 直観的表象についての学説 第一章 観念論的根本見解に関して 第二章 直観的認識、すなわち悟性の認識についての学説に関して 第三章 感覚について 第四章 アプリオリな認識について 第二部 抽象的表象、すなわち思考についての学説 第五章 理性を欠いた知性について 第六章 抽象的認識、すなわち理性認識についての学説に関して 第七章 直観的認識と抽的認識との関係について 第八章 滑稽についての理論に関して 第九章 論理学一般に関して 第一〇章 三段論法に関して 第一一章 修辞学に関して 第一二章 学問論に関して 第一三章 数学の方法論に関して 第一四章 観念連合について 第一五章 知性の本質的不完全さについて 第一六章 理性の実践的使用とストア主義について 第一七章 人間の形市上学的欲求について | - 第一八章 物自体の認識可能性について - 第一九章 自己意識における意志の優位について - 第二〇章 動物的有機体における意志の客観化 - 第二一章 回顧と総括 - 第二二章 客観的な知性観 - 第二三章 認識をもたぬ自然における意志の客観化について - 第二四章 物質について - 第二五章 物自体としての意志に関する超越的諸考察 - 第二六章 目的論について - 第二七章 本能と技術衝動について - 第二八章 生への意志の特性叙述 |

| - 第二九章 イデアの認識について - 第三〇章 純粋な認識主観について - 第三一章 天才について - 第三二章 狂気について - 第三三章 自然美に関する断想 - 第三四章 芸術の内的本質について - 第三五章 建築術の美学について - 第三六章 造形芸術の美学に関する断想 - 第三七章 詩の美学について - 第三八章 歴史について - 第三九章 音楽の形而上学について | - 第四〇章 序言 - 第四一章 死および、死とわれわれの本質の不壊性との関係について - 第四二章 種属の生命 - 第四三章 性質の遺伝性： - 第四四章 性愛の形而上学 - 第四五章 生への意志の肯定について - 第四六章 人生の空虚と苦悩について - 第四七章 倫理について - 第四八章 生への意志の否定に関する学説について - 第四九章 救いの道 - 第五〇章 哲学余話 |

## 日本語訳
- 西尾幹二訳 『意志と表象としての世界』全3巻：中央公論新社〈中公クラシックス〉、2004年。鎌田康男解説。
原書は『正編』第三版による、第三版までの序文は[29]参考資料で巻末に記載。
  - 元版『世界の名著 続10 ショーペンハウアー』 中央公論社、1975年
    - 普及版『世界の名著 45 ショーペンハウアー』 中央公論社（中公バックス）、1980年
    - 『西尾幹二全集 第6巻 ショーペンハウアーとドイツ思想』国書刊行会、2013年

「世界の名著」収録解説ほか関連論考と抜粋訳
- 斎藤忍随ほか訳『ショーペンハウアー全集』白水社 - 度々新版
  - 第2巻『意志と表象としての世界 正編 1』1972年11月
  - 第3巻『意志と表象としての世界 正編 2』1973年7月
  - 第4巻『意志と表象としての世界 正編 3』1974年5月
  - 第5巻『意志と表象としての世界 続編 1』1973年6月

「第一巻の補足」岩波哲男訳
  - 第6巻『意志と表象としての世界 続編 2』1973年10月

「第二巻の補足」岩波哲男、飯島宗享訳。「第三巻の補足」塩屋竹男訳
  - 第7巻『意志と表象としての世界 続編 3』1974年2月

「第四巻の補足」有田潤、塩屋竹男訳
- 金森誠也 編訳『存在と苦悩』白水社、1968年、新装 1995年8月、白水Uブックス 2010年3月
アンソロジー。主として『意志と表象としての世界』『倫理学の二つの根本問題』を中心に編集・訳出されている。